# 아트 (슈비츠주)
아트(Arth)는 스위스 슈비츠주의 슈비츠구에 있는 마을이자 지자체이다.
지자체는 아트(Arth), 오버아트(Oberarth) 및 골다우 마을로 구성된다. 아트 서쪽에 있는 리기산에 있는 리기 쿨름, 리기 피르스트, 리기 클뢰스터를리 및 리기 슈타펠의 4개 정착촌도 시정촌의 일부이다.
아트의 공식 언어는 (스위스 표준의 변종) 독일어이지만, 주요 구어 언어는 알레만계 스위스 독일어 방언의 현지 변종이다.

## 역사
아트는 1036년 Arta로 처음 언급되었다. 1353년에 그것은 ze Arth로 언급되었다.

## 지리
아트의 면적은 2006년 기준으로 42.1k㎡이다. 이 면적 중 40.8%는 농업용으로 사용되며, 46.3%는 산림이다. 나머지 토지 중 8.5%는 정착지(건물 또는 도로)이고, 나머지(4.3%)는 불모지(강, 빙하 또는 산)이다.
시정촌은 추크 호수의 남쪽 해안에 위치하고 있으며 리기와 로스베르크 사이의 고트하르트 루트를 따라 있다. 아트는 아트 오버아트와 골다우 마을뿐만 아니라 클뢰스터를리와 리기 쿨름의 작은 마을로 구성되어 있다.

## 인구통계
2020년 12월 31일 기준, 아트의 인구는 12,184명이다. 2007년 기준으로 전체 인구의 23.6%가 외국인이다. 지난 10년 동안 인구는 6.3%의 비율로 증가했다. 2000년 기준, 인구 대부분인 86.9%는 독일어를 사용하며, 알바니아어가 두 번째(3.9%)로 많이 사용하고, 세르보-크로아티아어가 세 번째(3.2%)이다.
2000년 기준으로 인구의 성별 분포는 남성 50.3%, 여성 49.7%였다. 2008년 기준 아트의 연령 분포는 다음과 같다. 2,555명(인구의 26.6%)이 0~19세이다. 2,870명(29.9%)이 20~39세, 2,832명(29.5%)이 40~64세이다. 고령자 분포는 734명(7.7%)이 65~74세이다. 70~79세는 467명(4.9%), 80세 이상은 135명(1.41%)이다. 아트에는 100세 이상 노인이 한 명 있다.
2000년 현재 3,806가구 중 1,156가구(약 30.4%)가 1인 가구이다. 275 또는 약 7.2%는 5인 이상의 대가족이다.
2007년 선거에서 가장 인기 있는 정당은 38.8%의 득표율을 기록한 SVP였다. 다음으로 가장 인기 있는 세 정당은 CVP (20.8%), FDP (20.4%), SPS (16.3%)였다.
아트에서는 인구의 약 63.6%(25-64세 사이)가 비필수 고등교육 또는 추가 고등교육(대학 또는 응용학문대학)을 완료했다.
아트의 실업률은 1.55%이다. 2005년 현재 1차 경제 부문에 329명이 고용되어 있으며, 이 부문에 약 129개 기업이 참여하고 있다. 810명이 2차 부문에 고용되어 있고, 이 부문에 88개의 기업이 있다. 1,868명이 3차 부문에 고용되어 있으며, 이 부문에는 302개의 기업이 있다.
2000년 인구 조사에 따르면 6,927명(72.2%)이 로마 가톨릭 신자이고, 939명(9.8%)이 스위스 개혁 교회에 속해 있다. 나머지 인구 중 가톨릭 신자는 5명 미만, 정교회 신자는 273명(전체 인구의 약 2.85%), 다른 기독교 교회에 속한 7명(약 0.07%)이 있었다. 유대인은 5명 미만이며, 이슬람교인은 717명(인구의 약 7.47%)이다. 다른 교회에 속해 있는 개인(인구의 약 0.88%)이 84명(인구의 약 0.88%)이고, 337명(또는 인구의 약 3.51%)이 교회에 속하지 않고(인구 조사에 등재되지 않음), 불가지론 또는 무신론자이며, 302명의 개인(또는 인구의 약 3.15%)가 질문에 대답하지 않았다.
역사적 인구는 다음 표에 나와 있다.
| 년도 | 인구   |
| ---- | ------ |
| 1743 | 2,134  |
| 1850 | 2,196  |
| 1900 | 4,739  |
| 1950 | 5,816  |
| 2000 | 9,593  |
| 2005 | 9,918  |
| 2007 | 10,227 |

## 교통
아트-골다우로 명명된 골다우의 기차역은 스위스 연방 철도의 중요한 교차로이다. 포어알펜 익스프레스는 여기에서 루체른과 장크트갈렌으로 연결된다. 한편, 벨린초나, 루가노, 이탈리아로 가는 기차와 추크와 취리히로 가는 기차가 이곳에서 바젤로 향하는 기차와 합류한다.

## 갤러리

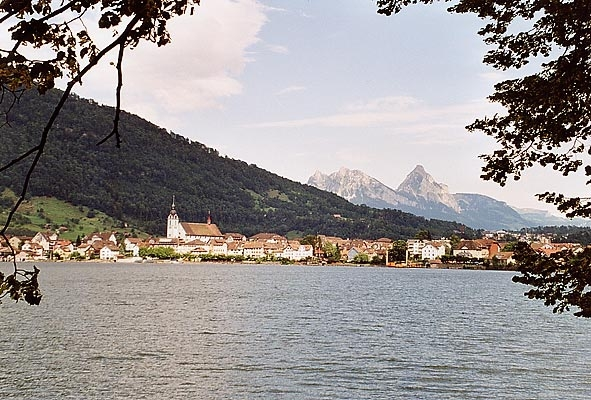
아트
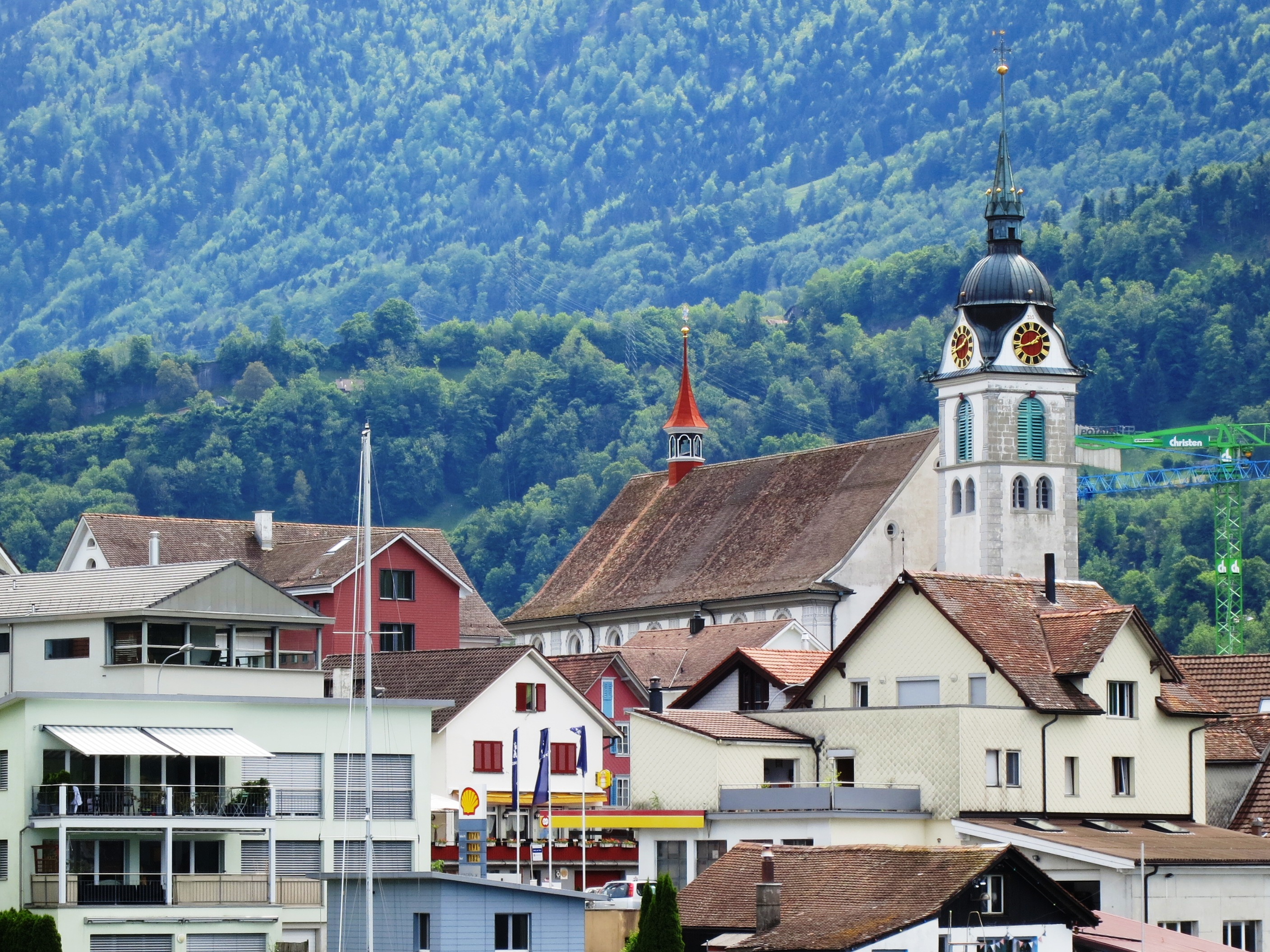
아트 교회
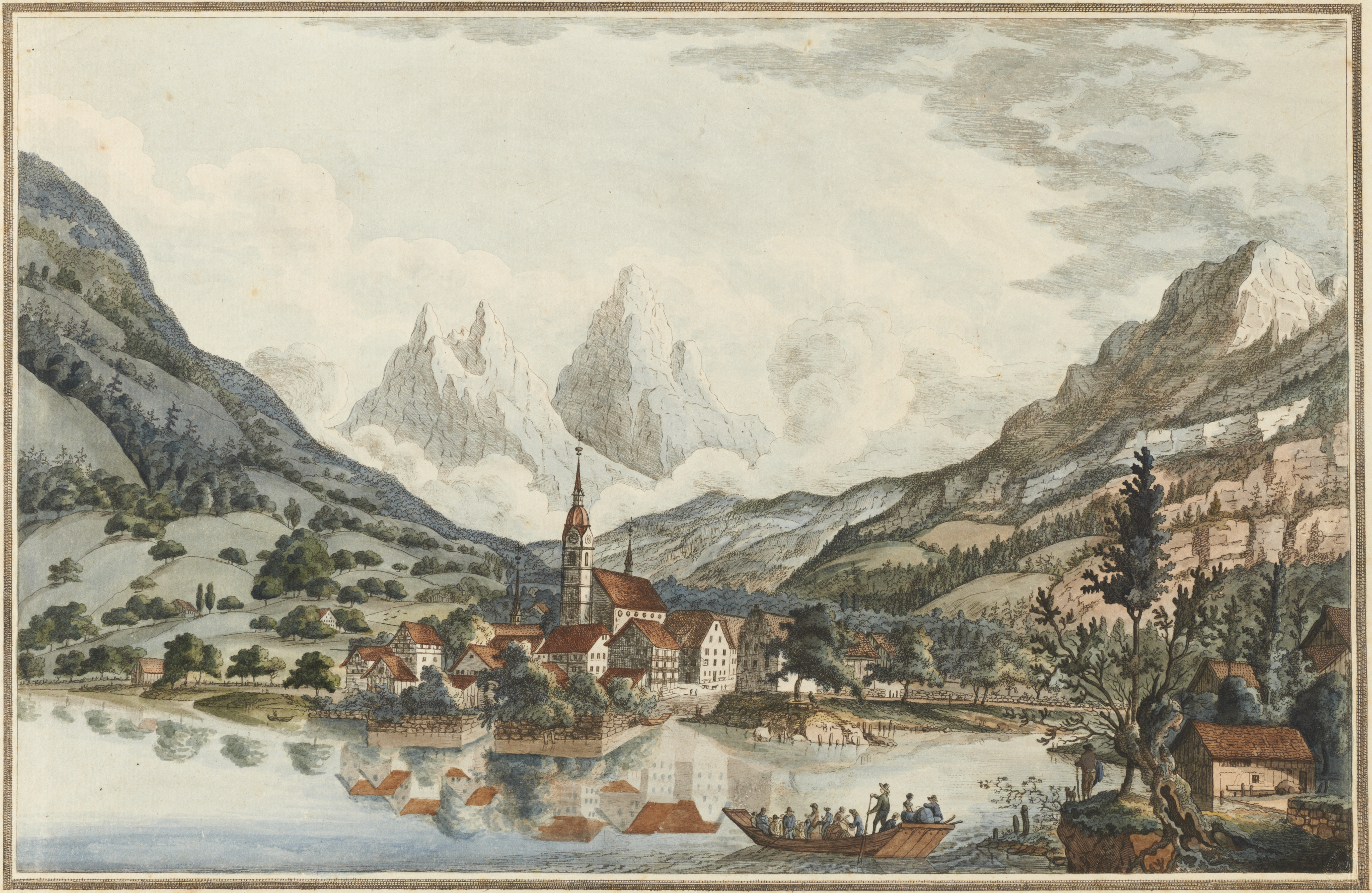
1780년대 아트